# Hiroki Ogita
Hiroki Ogita (荻田 大樹, Ogita Hiroki, né le 30 décembre 1987 dans la préfecture de Kagawa) est un athlète japonais, spécialiste du saut à la perche.

## Biographie
Son record est de 5,70 m réussi aux Mt. SAC Relays en 2013 et sa précédente meilleure marque était de 5,65 m obtenue à Hiroshima le 29 avril 2012.
Il avait participé aux Championnats du monde juniors de Pékin en 2006.
Lors des Jeux olympiques de 2016, il termine à la 21e place de l'épreuve. Mais il en gagne en célébrité pour avoir renversé la barre avec son pénis
Le 21 mai 2017, il remporte le Seiko Golden Grand Prix avec 5,60 m.

## Palmarès
| Date | Compétition                  | Lieu      | Résultat | Marque |
| ---- | ---------------------------- | --------- | -------- | ------ |
| 2009 | Jeux de l'Asie de l'Est      | Hong Kong | 1er      | 5,30 m |
| 2011 | Championnats d'Asie          | Kōbe      | 2e       | 5,40 m |
| 2013 | Jeux de l'Asie de l'Est      | Tianjin   | 3e       | 5,30 m |
| 2016 | Championnats d'Asie en salle | Doha      | 3e       | 5,50 m |

## Records
| Épreuve          | Épreuve      | Performance | Lieu          | Date                       |
| ---------------- | ------------ | ----------- | ------------- | -------------------------- |
| Saut à la perche | En plein air | 5,70 m      | Walnut Austin | 20 avril 2013 2 avril 2016 |
| Saut à la perche | En salle     | 5,60 m      | Osaka         | 4 février 2012             |